# Ruitelán
|  |

Ruitelán ist ein Ort mit ca. 25 Einwohnern am Jakobsweg in der Provinz León der Autonomen Gemeinschaft Kastilien-León; der Ort gehört zur Gemeinde (municipio) Vega de Valcarce.

## Sehenswertes
- Pfarrkirche Johannes der Täufer (Iglesia San Juan Bautista)
- Stefanskapelle (Capilla de San Esteban)
- Einsiedlerkapelle des hl. Froilán (Emita de San Froilán). Eine im Wald versteckte Kapelle am Berg, wo der spätere Bischof von Lugo (833–905) über Jahre ein Leben als Eremit geführt haben soll.

## Persönlichkeiten
- Vicente José Soto y Valcárce (1741–1818), römisch-katholischer Geistlicher, Bischof von Valladolid 1803–1818